# Per A. Sjögren
Per Alvar Heinrich Sjögren, skrev sig Per A. Sjögren, född 25 juni 1921 i Oscars församling i Stockholm, död 29 december 1996 i Oscars församling i Stockholm, var en svensk bokförläggare.
Per A. Sjögren var son till hovrättsrådet John Sjögren och Käthe, ogift Bernhardt. Efter studier vid Stockholms högskola 1942–1945 var han anställd hos Albert Bonniers Förlag 1946–1955. Han var verkställande direktör för AB P.A. Sjögren 1955–1960, fortsatte hos AB Anders Beckman 1961–1963 varefter han var direktör hos Kollegiet för Sverigeinformation i utlandet 1963–1968. Han kom till AB Rabén & Sjögren bokförlag 1969 där han först var vice verkställande direktör i ett år och sedan verkställande direktör 1970–1982. Sjögren var sedan delägare och styrelseordförande i Askelin & Hägglund Förlag AB 1983–1987.
Han var ordförande i Svenska försäljnings- och reklamförbundet 1964–1967, president för International Publishers Association 1975–1980, ordförande i Svenska bokförläggareföreningen 1980–1984, styrelseledamot bland annat i Föreningen för bokhantverk (ordförande), Samfundet Sverige-Finland (ordförande), Almqvistsällskapet (ordförande), Sveriges humanistiska förbund (ordförande), Ordfront Förlag AB samt korresponderande ledamot i Svenska litteratursällskapet i Finland.
Per A. Sjögren är begravd på Råcksta begravningsplats. Han var gift första gången 1944–1951 med Suzanne Bonnier (1924–2016), dotter till bokförläggaren Kaj Bonnier och Ulla, ogift Wetterlind, och andra gången 1952 med Eyvor Hedenström (1926–2000), dotter till rådmannen Gunnar Hedenström och Irma, ogift Hellsten.